# Valderice
Valderice ist eine Gemeinde im Freien Gemeindekonsortium Trapani in der Region Sizilien in Italien mit 11.395 Einwohnern (Stand 31. Dezember 2023).

## Lage und Daten
Valderice liegt 11 km östlich von Trapani. Die Einwohner leben auf einer Fläche von 52 km² von der Landwirtschaft und von der Verarbeitung von Marmor.
Die Nachbargemeinden sind Buseto Palizzolo, Custonaci und Erice.

## Geschichte
Das Dorf war ein Ortsteil von Erice. Im Jahre 1955 erklärte sich die Gemeinde für unabhängig. Bis zum Jahre 1958 nannte sich der Ort Paparelle San Marco. Der Name Paparelle findet sich auch heute noch auf Landkarten. Von hier aus gelangt man auf einer Straße mit vielen Serpentinen nach Erice.

## Sehenswürdigkeiten
Die Pfarrkirche stammt aus dem Jahre 1950. Die Tonnara di Bonagia, der alte, heute nicht mehr benutzte Thunfischfangplatz, liegt an der Küste.

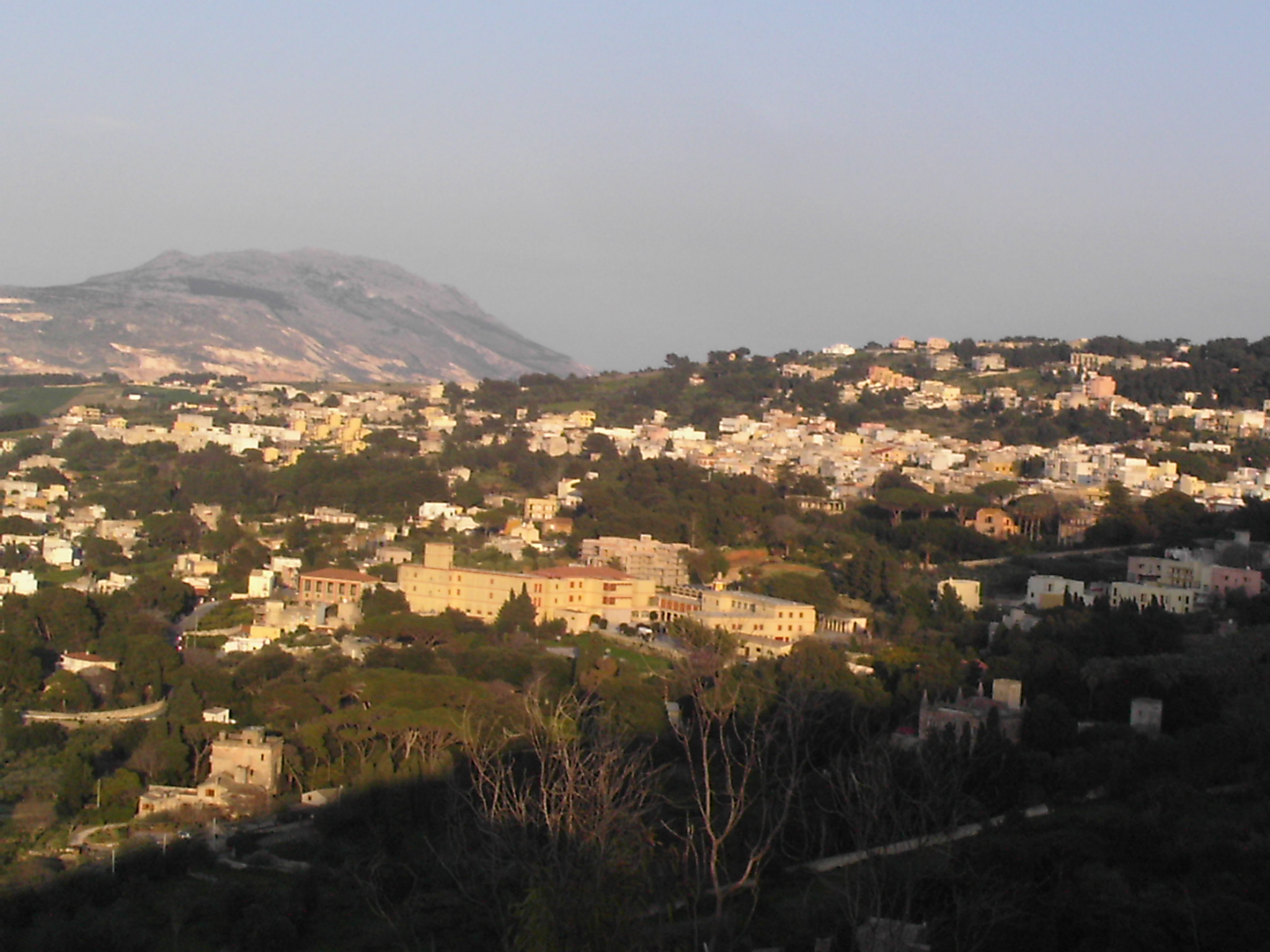
Panorama